# Bátovce
Bátovce este o comună slovacă, aflată în districtul Levice din regiunea Nitra. Localitatea se află la altitudinea de 224 m deasupra n.m., se întinde pe o suprafață de 31,63 km2 și în 2017 număra 1.148 de locuitori.

## Istoric
Localitatea Bátovce este atestată documentar din 1037.

## Demografie
| An:                | 1994 | 2004   | 2014   | 2024   |
| ------------------ | ---- | ------ | ------ | ------ |
| Număr de persoane: | 1053 | 1080   | 1110   | 1180   |
| Diferență:         |      | +2,56% | +2,77% | +6,30% |

| An:                | 2023 | 2024   |
| ------------------ | ---- | ------ |
| Număr de persoane: | 1189 | 1180   |
| Diferență:         |      | −0,75% |